# Прошко, Николай Викентьевич
Никола́й Вике́нтьевич Прошко́ (1931—1989) — советский, русский, белорусский балалаечник-виртуоз, композитор, дирижёр, педагог, лауреат, профессор.
Внес большой вклад в развитие балалаечного исполнительства и популяризации народного инструмента.

## Биография и творческая деятельность
Родился 16 июля 1931 г. в крестьянской семье в д. Хвосты Богинского уезда Виленского воеводства Польского государства, которому принадлежала до 1939 года западная часть БССР. Отец и мать происходили из этнических белорусов, проживавших на совместных белорусско-литовско-польских землях. Отец, Прошко Викентий Николаевич, служил в российской царской армии и имел Георгиевский крест за заслуги в Первой мировой войне. Мать, Прошко Павлина Ильинична, была домохозяйкой и воспитывала 5 детей. Младший в семье - Николай Прошко, с малого возраста проявлял незаурядную музыкальность. Первый раз взял в руки самодельную балалайку в 5 лет, а в 8 лет играл на гармошке.
Окончить польскую, а потом белорусскую школу помешала Великая Отечественная война. Семья была эвакуирована на Урал в г. Магнитогорск.
В 1948 году поступил в Магнитогорское музыкальное училище, где занимался игрой на балалайке, аккордеоне, фортепиано и композицией.
В период 1948 - 1951 активно участвует в организации и выступлениях оркестра народной самодеятельности музыкального училища, а также отдельных творческих групп. Уральская школа народников тех лет воспитала многих талантливых музыкантов, с которыми потом Николай Прошко работает в Москве и Минске (Красноярцев Владимир Сергеевич /Государственный академический русский народный ансамбль «Россия» им. Л. Г. Зыкиной, Синецкий Борис Васильевич /Белорусской государственной Академии музыки и др.).
В 1951 году, как талантливый исполнитель, замеченный профессором Илюхиным А.С. (кафедра народных инструментов института им.Гнесиных в Москве), направляется на учёбу по классу балалайки в Московский музыкальный педагогический институт им. Гнесиных, где совершенствует технику исполнения, композицию, дирижирование (преподаватели Илюхин А.С., Поздняков А.Б., Шишаков Ю.Н., Резников Н.П. и др.). Совершенствуясь в классе профессора Илюхина А.С. среди других его учеников (М.Рожков, О.Глухов, А.Тихонов и др.) становится профессионалом и виртуозным балалаечником. Учёба и дружба с сокурсником Владимиром Федосеевым, Федором Легкунцом, А.Беляковым, знакомство и совместные выступления с Микаэлом Таривердиевым и др. формируют творческий путь музыканта.

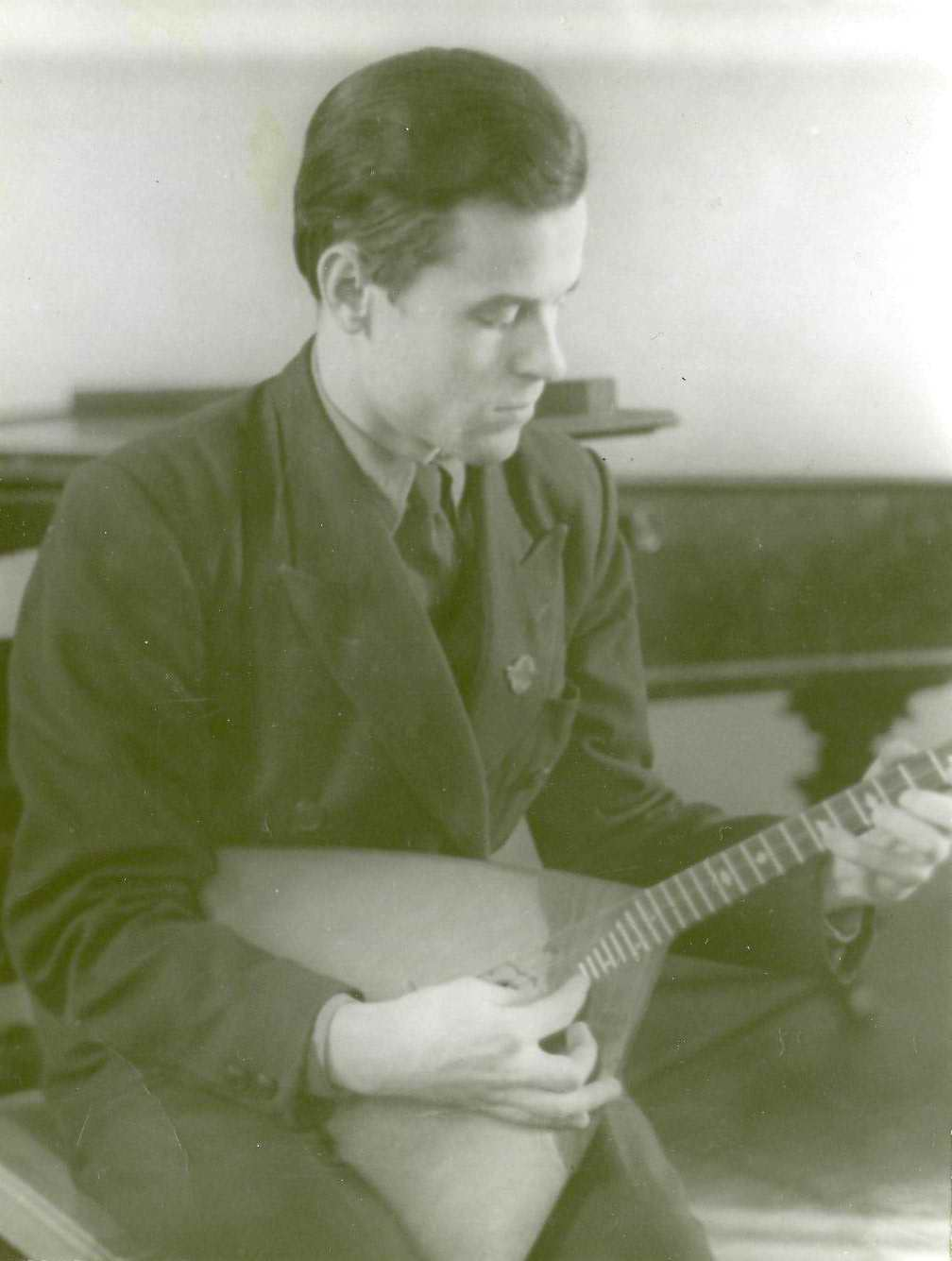
Москва,1953

В 1952-55 гг. участник оркестра института им. Гнесиных и других ансамблей народных инструментов. Совершенствует технику сольного исполнения, дирижирования, композиции, педагогики.
В 1955-56 гг. играет в оркестре народных инструментов п/у А.Семенова при Мосэстраде.
В 1957 году становится серебряным лауреатом на Всесоюзном конкурсе исполнителей, проводившемся в рамках VI-го Всемирного фестиваля молодежи и студентов, виртуозно выступив с классической программой (1-е место у солиста Госконцерта Нечепоренко П.И., ).
В 1959 году Николай Прошко возвращается в Минск, как патриот родного края, где работает преподавателем кафедры народных инструментов Белорусской государственной консерватории. Ведет активную пропагандистскую деятельность народного инструмента балалайка в Белоруссии, организовывает оркестровую работу, гастролирует от филармонии по стране, занимается сочинениями и переложениями, разрабатывает методику и самоучитель игры на балалайке, работает в контакте с белорусскими музыкантами: Лученок И.М., Ровдо В.В., Носко М., Ханок Э.С., Мулявин В.Г. и др., встречается с московскими музыкантами и композиторами: Илюхин С.Ю., Чайкин Н., Нечепоренко П.И., Рожков И.Ф. Федосеев В.И. и др..
В 1960 году организовывает и становится дирижёром и руководителем Оркестра русских народных инструментов дворца культуры совета профсоюзов Белоруссии. Подбор музыкантов, классический репертуар, гастроли по стране.
В 1961 году знакомится с будущей женой, золотой выпускницей Белгосконсерватории (класс Тамары Николаевны Нижниковой), будущей солисткой Большого театра оперы и балета БССР – Раисой Ивановной Щурок.
В декабре 1962 в семье Николая и Раисы Прошко родился сын Владимир.
Творческая глубина, профессионализм в работе Николая Прошко и преданность профессии высоко оценивается в Министерстве культуры БССР и в творческих кругах народников в Москве. Преподаватель консерватории Николай Прошко выдвигается на должность доцента кафедры. Следуют неоднократные приглашения на продолжение работы в Москве. Однако, Николай Прошко сосредотачивается на создании собственных сочинений, подготовке талантливой белорусской молодежи, записи сольных программ на Белорусском телевидении и радио, озвучивании и съёмках в кино («Руины стреляют», 1971г). Работа директором в музыкальном училище Минска.

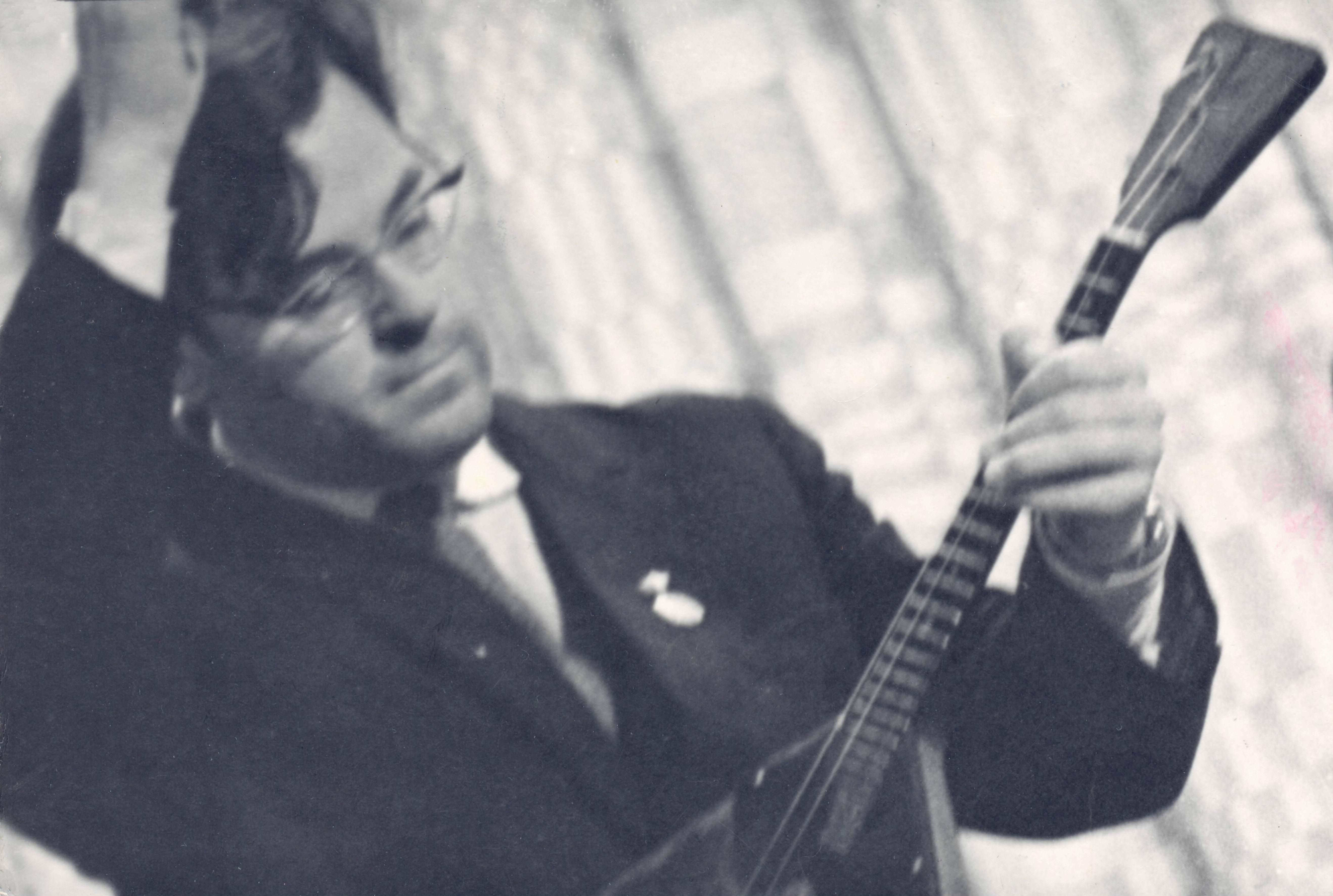
Соло

1965 год – смерть отца Прошко Викентия Николаевича в д.Хвосты Браславского района витебской области.
1972 год - студентка Тамара Шафранова класса балалайки доцента Белгосконсерватории Николая Прошко получает первую премию на всесоюзном фестивале народной музыки. Впоследствии Т.Шафранова организует знаменитый октет балалаечниц «Витебские виртуозы», который покоряет виртуозным исполнением произведений и в наши дни, продолжая традиции Н.Прошко.
До 1974 гг. - дирижёр Оркестра русских народных инструментов Белорусской государственной Академии музыки (до 1992 года - Белорусская государственная консерватория им. А. В. Луначарского).
Талант Николая Прошко, как виртуозного балалаечника оценили во многих странах.
В 1966 году гастроли в Польше.
В 1967 году гастроли в Финляндии и Венгрии.
В 1973 году гастроли во Франции и ГДР.
В 1978 году гастроли и мастер класс в Швейцарии, консерватория г. Лозанна.

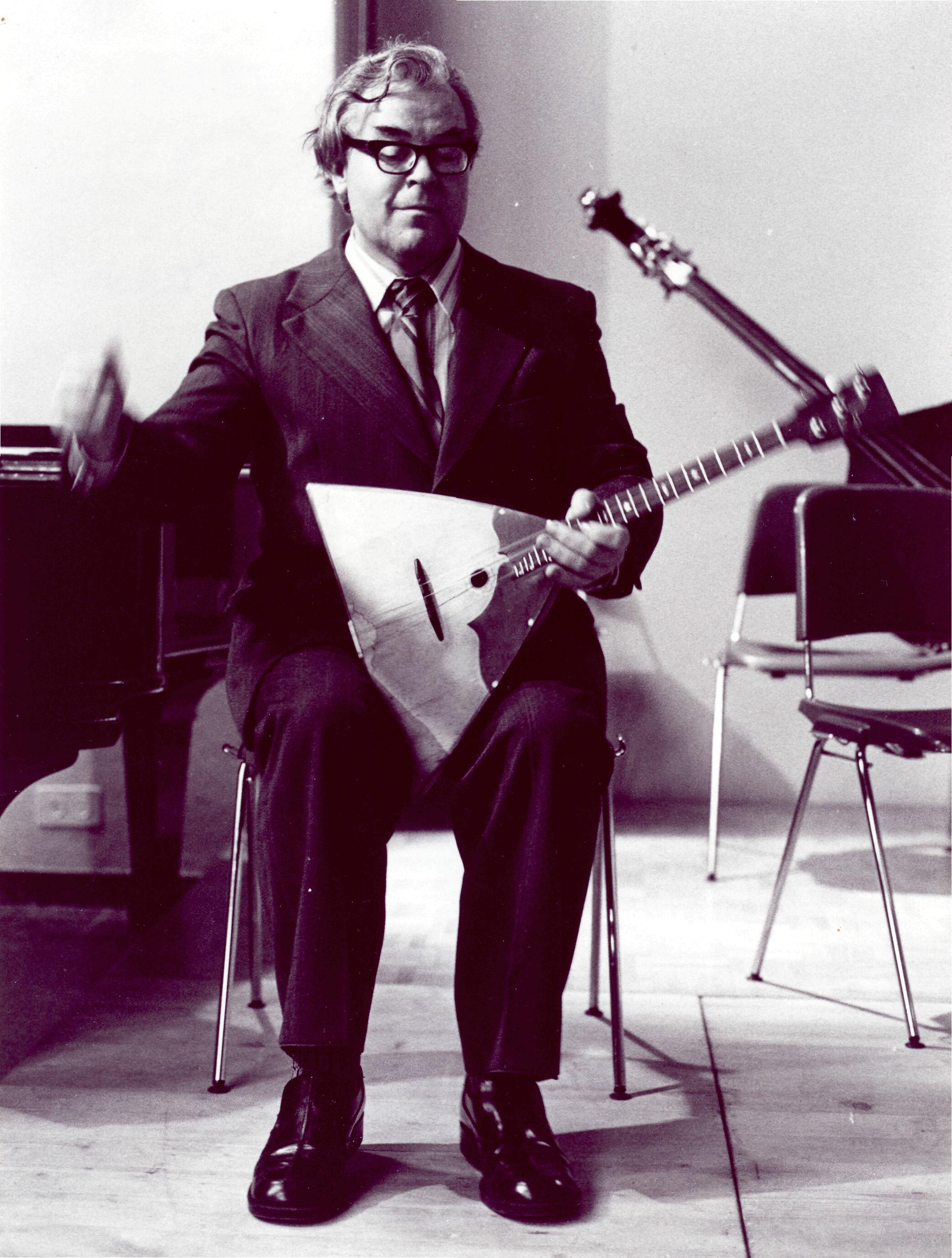
Мастер-класс

1980 год - участие с народными коллективами и оркестрами Белоруссии в проведении концертов для участников Олимпиады в Москве.
В 1981 году выдвигается на звание профессора кафедры народных инструментов Белгосконсерватории.
Активное участие и творческие встречи с народниками, инструменталистами, исполнителями, преподавателями, издателями в Минске и Москве.
Композиторская деятельность, сольные исполнения, издание методических материалов, собственных произведений для фортепиано, балалайки и оркестра. Переиздание ранее написанных произведений, переложений и инструментовок.
Организация оркестра балалаечников при Белгосконсерватории. Прослушивание, отбор и дальнейшее обучение талантливых балалаечников из музыкальных училищ городов Белоруссии.
В 1985 году приглашение профессора Николая Прошко в США американской Ассоциацией балалайки и домры (BDAA) для проведения мастер класса и гастролей по городам Ассоциации, после посещения ведущими участниками BDAA консерватории в Минске.
1987 год – смерть супруги Раисы Прошко после продолжительной тяжелой болезни. 
Смерть супруги, с которой была связана вся совместная творческая жизнь, стала тяжкой утратой для музыканта.
В 1989 год Николай Викентьевич Прошко ушёл из жизни.